# Trichomalopsis fucicola
Trichomalopsis fucicola är en stekelart som först beskrevs av Walker 1835.  Trichomalopsis fucicola ingår i släktet Trichomalopsis och familjen puppglanssteklar. Enligt den finländska rödlistan är arten nära hotad i Finland. Arten är reproducerande i Sverige. Artens livsmiljö är strandängar vid Östersjön. Inga underarter finns listade i Catalogue of Life.